# Jüdischer Friedhof (Zgierz)

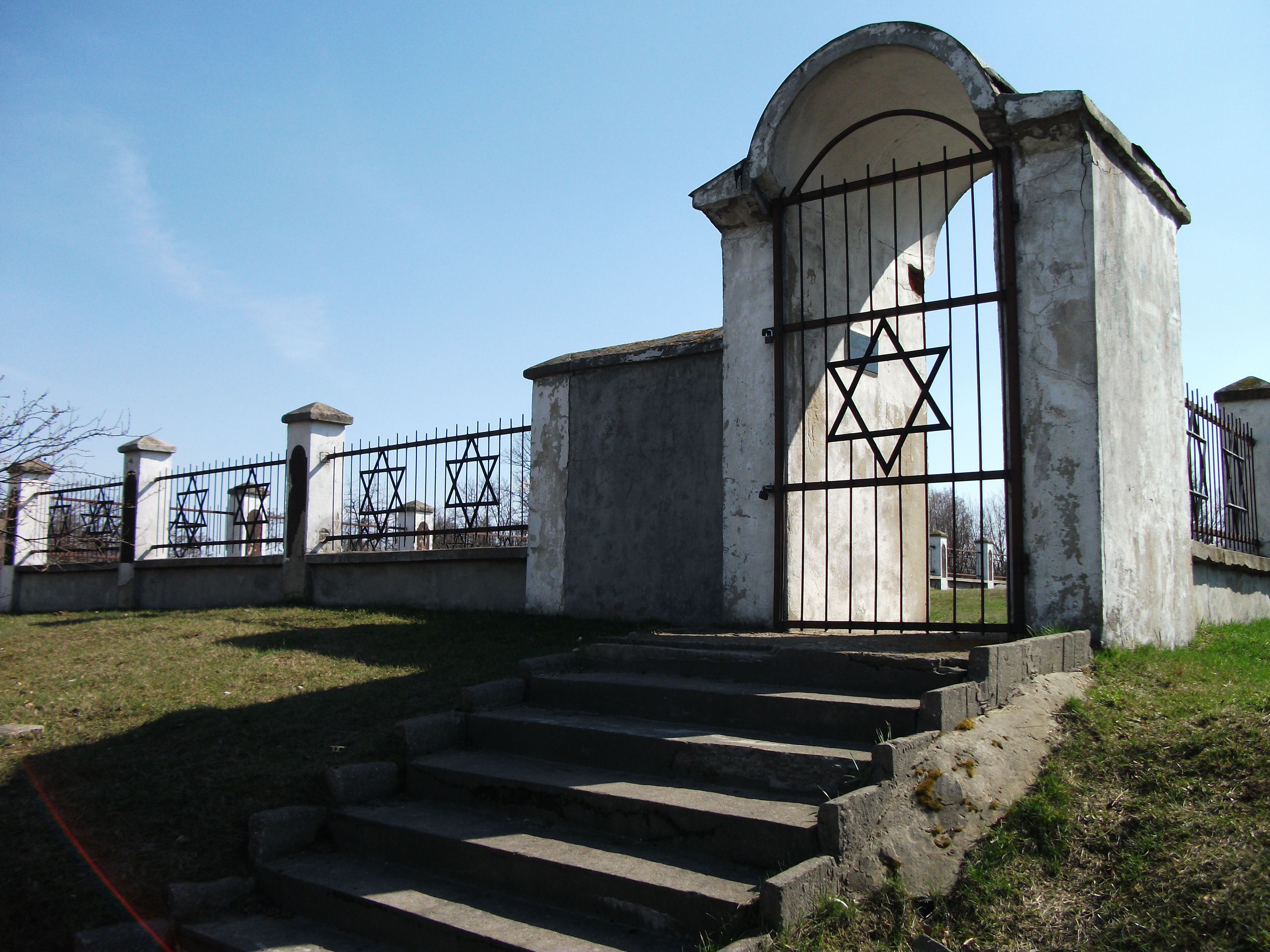
Jüdischer Friedhof in Zgierz

Der Jüdische Friedhof Zgierz in der Stadt Zgierz (1943–1945 deutsch: Görnau) in Zentralpolen gilt als Sehenswürdigkeit.

## Geschichte
Der Friedhof wurde im Jahr 1826 an der Ul. Baron neu angelegt. Während des Zweiten Weltkriegs wurde er von den Nationalsozialisten zerstört. Im Jahr 1992 wurde die Friedhofsfläche in Ordnung gebracht und eingezäunt und eine Gedenkstätte für die dort Bestatteten geschaffen.